# Li Yu
|  | Per a altres significats, vegeu «Li Liweng». |

Li Yu - en xinès: 李煜; en pinyin: Lǐ Yù - (~937 - 15 d'agost de 978) fou el darrer sobirà de la dinastia Tang meridional. Era fill de Li Ching (916-961). El seu país va ser envaït pel fundador de la dinastia Song, Taizu el reunificador de la Xina. Capturat en 975, va ser traslladat a la capital dels Song, rebent un títol honorífic i on va morir en captivitat tres anys després. Apassionat per l'art, se'l considera un poeta destacat i un bon cal·lígraf. Brillant com a autor de poemes lírics dins de la denominada poesia ci. També fou un pintor de dragons.